# Киттель, Мартин Бальдуин
Ма́ртин Ба́льдуин Ки́ттель (нем. Martin Balduin Kittel; 1797—1885) — немецкий естествоиспытатель.

## Биография
Бальдуин Мартин Киттель родился в Ашаффенбурге 6 января 1797 года (часто указывается 1798 год, реже — 1796 год). В 1819 году поступил в Вюрцбургский университет. В 1822 году окончил Мюнхенский университет со степенью доктора медицины с отличием. В 1825 году отправился в Париж для продолжения обучения в Сорбонне.
С 1826 года Киттель работал приват-доцентом философии в Мюнхенском университете. В 1831 году получил назначение на должность профессора в Ашаффенбургском лицее. Он преподавал там до его закрытия в 1873 году. В 1868 году король Людвиг II присвоил Киттелю титул придворного советника.
Киттель в 1876 году выпустил «Историю города Обернбург». Также он занимался изучением геологии Баварии.
Бальдуин Киттель был женат на Хульде Вильгельмине Леске (1819—1842). Их единственная дочь Петра Катарина впоследствии вышла замуж за племянника Киттеля, государственного служащего Йозефа.
24 июля 1885 года Мартин Бальдуин Киттель скончался в возрасте 88 лет.
Гербарий Киттеля был передан Берлинскому ботаническому музею (B). Во время Второй мировой войны он был уничтожен.

## Некоторые научные публикации
- Kittel, B.M. Mémoires d'histoire naturelle. — Paris, 1826. — 144 p.
- Kittel, B.M. Taschenbuch der Flora Deutschlands. — Nürnberg, 1837. — 744 p.
- Kittel, B.M. Taschenbuch der Flora Deutschlands nach dem Linnéischen Systeme. — Nürnberg, 1847. — 507 p.
- Kittel, B.M. Verzeichniss der offenblüthigen Pflanzen der Umgegend von Aschaffenburg. — Aschaffenburg, 1871—1872. — 172 p.

## Роды, названные в честь М. Б. Киттеля
- Kittelia Rchb., 1837, nom. superfl. [≡ Cyanea Gaudich., 1829]
- Kittelocharis Alef., 1863, nom. superfl. [≡ Reinwardtia Dumort., 1822]